# Milan Filipi
Milan Filipi (* 9. prosince 1972) je český hokejový trenér a bývalý útočník.

## Hráčská kariéra
Milan Filipi začínal s hokejem v Pardubicích, kde prošel veškeré mládežnické kategorie. Na vojnu narukoval v Písku, kde hrál v nižší soutěži za VTJ Písek. Po vojně se vrátil zpátky do Pardubic, v prvním ročníku samostatné české extraligy 1993–94 dokráčel s týmem do finále playoff, ve kterém byli poraženi týmem HC Olomouc. Filipiho trápilo poraněné zápěstí, které jsi přivodil v sedmnácti letech, bylo to pro něho limitující do konce kariéry. V roce 1995 odešel z Pardubic, nastupoval v 1. lize za HC Berounští Medvědi a v sezoně 1997–98 za IHC Písek. Právě přes Písek přestoupil do extraligového celku HC České Budějovice. V Českých Budějovicích odehrál nejvíce zápasů v české extralize, v závěru základní části České Budějovice drželi domácí neporazitelnost, přesněji 24 zápasů.  3. listopadu 2000 byl poslán do Kladna na hostování do konce sezony.  FIlipi stihl za Kladno pouze jedenáct zápasů, hned ve druhém zápase jsi obnovil zranění v zápěstí a přes rok a půl marodil. K vrcholovému hokeji se kvůli zranění nevrátil. Působil opět v Písku, ročník 2002–03 odehrál v polské extralize za klub Dwory S. S. A. Unia Oświęcim. S Unia Oświęcim hrál evropskou ligu a interkontinentální pohár, domácí nejvyšší soutěž završil titulem. Filipi se vrátil zpátky do Písku, se kterým sestoupil do 2. ligy. Po roční pauze od hokeje se vrátil na led opět v Písku. V sezoně 2007–08 se střelecky trápil, v osmnácti zápasech nevstřelil branku a vedení klubu se rozhodlo poslat Filipiho na hostování do HC ZVVZ Milevsko . V závěru základní části stihl odehrát šest zápasů, ve kterých jsi připsal dvě branky a šest asistencí. V playoff přidal sedm bodů z jedenácti zápasů. V týmu Milevska zůstal i pro nadcházející ročník 2008–09, která byla pro Milana Filipiho poslední.

## Trenérská kariéra
Po sestupu Písku do 2. ligy v ročníku 2004–05 se Milan Filipi stáhnul z hokejového dění, až po roce se objevil znovu na hokejové scéně. Na začátku sezony se zranil asistent hlavního trenéra dorostu Písku, Filipi přijal nabídku na trénování.  S trénováním pokračoval nadále především v žákovských kategorií. Později přestoupil s trénování mládeže do Příbrami. Seniorský tým poprvé vedl v ročníku 2012–13, jako hlavní trenér vedl HC Příbram v krajské lize. 17. října 2016 převzal mužstvo Technika Praha po Miloši Jeništovi. V sezoně 2021–22 se druholigový Písek trápil od začátku základní části, po odvolání dvou trenéru převzal tým Milan Filipi.  Až do samotného závěru základní části se Písek nakonec udržel a vyhnul se skupině o udržení. 

## Prvenství
- Debut v ČHL – 14. září 1993 (HC Pardubice proti HC Olomouc)
- První gól v ČHL – 1. října 1993 (HC Kladno proti HC Pardubice, českému brankáři Jaroslavu Kamešovi)
- První asistence v ČHL – 8. října 1993 (Dukla Jihlava proti HC Pardubice)

## Klubová statistika
| Sezóna       | Klub                         | Soutěž       |     | Základní část | Základní část | Základní část | Základní část | Základní část |   | Play off | Play off | Play off | Play off | Play off |
| Sezóna       | Klub                         | Soutěž       | Z   | G             | A             | B             | TM            | Z             | G | A        | B        | TM       |          |          |
| 1991-92      | VTJ Písek                    | 1.ČSHL       | —   | —             | —             | —             | —             | —             | — | —        | —        | —        |          |          |
| 1992-93      | VTJ Písek                    | 2.ČSHL       | —   | —             | —             | —             | —             | —             | — | —        | —        | —        |          |          |
| 1993-94      | HC Pardubice                 | ČHL          | 22  | 6             | 3             | 9             | 6             | 2             | 0 | 1        | 1        | 0        |          |          |
| 1994-95      | HC Pardubice                 | ČHL          | 5   | 1             | 2             | 3             | 2             | —             | — | —        | —        | —        |          |          |
| 1995-96      | HC Berounští Medvědi         | 1.ČHL        | —   | —             | —             | —             | —             | —             | — | —        | —        | —        |          |          |
| 1996-97      | HC Berounští Medvědi         | 1.ČHL        | 47  | 10            | 12            | 22            | —             | —             | — | —        | —        | —        |          |          |
| 1997-98      | IHC Písek                    | 1.ČHL        | 34  | 17            | 13            | 30            | —             | —             | — | —        | —        | —        |          |          |
| 1997-98      | HC České Budějovice          | ČHL          | 16  | 8             | 7             | 15            | 4             | —             | — | —        | —        | —        |          |          |
| 1998-99      | HC České Budějovice          | ČHL          | 44  | 6             | 11            | 17            | 18            | 3             | 0 | 0        | 0        | 0        |          |          |
| 1999-00      | HC České Budějovice          | ČHL          | 43  | 5             | 8             | 13            | 57            | 3             | 0 | 0        | 0        | 2        |          |          |
| 2000-01      | HC České Budějovice          | ČHL          | 13  | 1             | 4             | 5             | 4             | —             | — | —        | —        | —        |          |          |
| 2000-01      | HC Kladno                    | ČHL          | 11  | 2             | 2             | 4             | 6             | —             | — | —        | —        | —        |          |          |
| 2002-03      | IHC Písek                    | 1.ČHL        | 33  | 4             | 7             | 11            | 30            | 3             | 0 | 0        | 0        | 2        |          |          |
| 2003-04      | Dwory S. S. A. Unia Oświęcim | PHL          | —   | —             | —             | —             | —             | —             | — | —        | —        | —        |          |          |
| 2004-05      | IHC Písek                    | 1.ČHL        | 36  | 6             | 9             | 15            | 28            | —             | — | —        | —        | —        |          |          |
| 2006-07      | IHC Písek                    | 2.ČHL        | 15  | 9             | 9             | 18            | 24            | 5             | 0 | 1        | 1        | 14 -     |          |          |
| 2007-08      | IHC Písek                    | 2.ČHL        | 18  | 0             | 6             | 6             | 8             | —             | — | —        | —        | —        |          |          |
| 2007-08      | HC ZVVZ Milevsko             | 2.ČHL        | 6   | 2             | 6             | 8             | 4             | 11            | 3 | 4        | 7        | 2        |          |          |
| 2008-09      | HC ZVVZ Milevsko             | 2.ČHL        | 14  | 1             | 5             | 6             | 16            | —             | — | —        | —        | —        |          |          |
| Celkem v ČHL | Celkem v ČHL                 | Celkem v ČHL | 154 | 29            | 37            | 66            | 97            | 8             | 0 | 1        | 1        | 2        |          |          |